# TSC Arena
Het TSC Arena is een multifunctioneel stadion in Bačka Topola, een stad in Servië. 

## Historie
Op de plek van dit stadion stond eerst het Gradski Stadion. Dat stadion werd gesloopt. De bouw van dit stadion begon in 2019 en eindigde in 2021.  Het ontwerp van het stadion kwam van Dragana Knežević. Het stadion werd geopend op 3 september 2021. De openingswedstrijd ging tussen TSC en Ferencváros en eindigde in een 2–1 overwinning voor de thuisclub. In het stadion is plaats voor 4.500 toeschouwers. Het stadion wordt vooral gebruikt voor voetbalwedstrijden, de voetbalclub FK TSC Bačka Topola maakt gebruik van dit stadion. 

## Interlands
| Voetbalinterlands | Voetbalinterlands | Voetbalinterlands       | Voetbalinterlands | Voetbalinterlands | Voetbalinterlands |
| №                 | Datum             | Wedstrijd               | Uitslag           | Competitie        | Toeschouwers      |
| ----------------- | ----------------- | ----------------------- | ----------------- | ----------------- | ----------------- |
| 1                 | 25 september 2022 | Slowakije – Wit-Rusland | 2–1               | Nations League    | 524               |